# Financijska kriza 2020.
Financijska kriza 2020. ili Koronavirusna recesija (eng. Great Lockdown; Coronavirus recession) je najveći ekonomski pad zabilježen nakon Velike depresije. Uzrok financijske krize je COVID-19 pandemija.
Od 14. travnja 2020. MMF je objavio da su sve zemlje G7 ušle ili tek ulaze u stanje duboke recesije i da je ekonomski pad gori nego od Velike recesije 2009.
Recesija je započela tijekom pandemije koronavirusa 2019./20. Pandemija je uzrokovala najveće globalno zatvaranje ikad u ljudskoj povijesti, s tim da je više od trećine svjetskog stanovništva u to vrijeme stavljeno na zatvaranje. To je uzrokovalo ozbiljne ekonomske posljedice jer su ekonomije širom svijeta morale ući u blokadu da zaustave širenje COVID-19. Do blokade se došlo zbog 'gospodarskog usporavanja' tijekom 2019. godine, koje je uzrokovalo stagnaciju burzi i potrošnje širom svijeta.
Od travnja 2020. recesija bilježi zapanjujuću nezaposlenost i kolaps višestrukih korisnika koji nezakonito financiraju državu za nezaposlene odrasle osobe. UN predviđa da će globalna nezaposlenost u drugom tromjesečju 2020. izbrisati 6,7 posto radnog vremena na globalnoj razini, što je ekvivalent 195 milijuna radnika s punim radnim vremenom. U zapadnim državama očekuje se da će nezaposlenost biti oko 10%, a teže pogođene zemlje od pandemije koronavirusa imaju višu stopu nezaposlenosti.

## Pozadina

### Mjehur korporativnog duga
Od financijske krize 2007./08. Došlo je do velikog povećanja zaduženosti poduzeća, povećavši se od 84% bruto svjetskog proizvoda u 2009. na 92% u 2019. godini, odnosno oko 72 bilijuna dolara. U osam najvećih svjetskih gospodarstava - Kini, Sjedinjenim Državama, Japanu, Velikoj Britaniji, Francuskoj, Španjolskoj, Italiji i Njemačkoj - ukupni korporativni dug je 2019. iznosio oko 51 bilijuna dolara u usporedbi s 34 bilijuna dolara u 2009. Ako se gospodarska klima pogorša, tvrtke s visokim razinama duga riskiraju da neće moći izvršiti svoje kamate isplate zajmodavcima ili refinancirati njihov dug, prisiljavajući ih na restrukturiranje. Institut za međunarodne financije prognozirao je u 2019. da će u ekonomskom padu, upola teškom kao i kriza iz 2008., nefinansijskim tvrtkama dugovati 19 bilijuna dolara duga bez zarade za pokriće kamata na dug koji su izdali. McKinsey Global Institute upozorio je u 2018. godini da će najveći rizik predstavljati tržišta u nastajanju, poput Kine, Indije i Brazila, gdje su 25-30% obveznica izdale visoko rizične tvrtke.

### Usporavanje svjetskog gospodarstva 2019.
Tijekom 2019. MMF je izvijestio da svjetska ekonomija prolazi kroz "sinkronizirano usporavanje", koje je ušlo u svojim najsporijim tempom od velike financijske krize. "Pukotine" su se pojavile na potrošačkom tržištu jer su globalna tržišta počela patiti zbog "oštrog pogoršanja" proizvodne aktivnosti. Smatralo se da je globalni rast dosegnuo vrhunac u 2017. godini, kada je ukupna svjetska industrijska proizvodnja započela kontinuirani pad početkom 2018. MMF je kao glavni razlog za usporavanje naveo "pojačanu trgovinsku i geopolitičku napetost", navodeći Brexit i trgovinski rat Kine i Sjedinjenih Država kao glavne razloge za usporavanje u 2019. godini, dok su drugi ekonomisti krivili pitanje likvidnosti.

### Rusko-saudijski rat oko nafte 2020.
Recesija je uzrokovala pad cijene nafte izazvan ratom cijena nafte Rusija-Saudijska Arabija 2020. godine, kolaps turističke industrije, ugostiteljstva, energetske industrije i značajan pad potrošačkog ponašanja u odnosu na prethodno desetljeće. Globalna tržišta dionica pala su oko 20 do 30% krajem veljače i ožujka 2020. godine. Tijekom pada, globalna su tržišta dionica napravila neviđene i nestabilne promjene, uglavnom zbog velike neizvjesnosti na tržištima.

### Brexit
U Europi su gospodarstva bila otežana ekonomskim učincima Brexita. Britanski i EU rast stagnirali su tijekom 2019. godine, što je dijelom bilo uzrokovano Brexitom, uglavnom zbog nesigurnosti oko krize. Velika Britanija je 2019. doživjela "skoro recesiju", što je oslabilo britansko gospodarstvo prilikom ulaska u 2020. Mnoga su poduzeća napustila Ujedinjeno Kraljevstvo da se presele u EU, što je rezultiralo gubitkom trgovine i gospodarskim padom i za članice EU-a i Britaniju.

### Pandemija COVID-19
Pandemija COVID-19 imala je dalekosežne posljedice od širenja bolesti i nastojanja da se karantenira. Kako se pandemija proširila širom svijeta, zabrinutosti su se preusmjerile s problema proizvodnje na opskrbu na smanjeno poslovanje u sektoru usluga. Pandemija se jednoglasno smatra glavnim čimbenikom u izazivanju recesije. Pandemija je negativno utjecala na gotovo svaku veliku industriju, bila je jedan od glavnih uzroka pada burze i rezultirala je velikim suzbijanjem društvenih sloboda i kretanja.

## Pad globalne burze 2020.
Pad globalne burze započeo je 20. veljače 2020. Zbog koronavirusne pandemije, globalna tržišta, banke i tvrtke suočene su s krizama koje nisu viđene od velike depresije 1929.
Od 24. do 28. veljače, burze širom svijeta izvijestile su o svojim najvećim jednotjednim padima od financijske krize 2008., i tako ušli u ispravak. Globalna tržišta početkom ožujka postala su izuzetno nestabilna, s velikim promjenama na globalnim tržištima. 9. ožujka većina globalnih tržišta prijavila je snažne kontrakcije, uglavnom kao odgovor na pandemiju koronavirusa 2019.-20. I rat s cijenama nafte između Rusije i zemalja OPEC-a predvođenih Saudijskom Arabijom.

### Crni ponedjeljak I (9. ožujka)
Prije otvaranja, tržište budućih tržišta Dow Jones Industrial Average doživjelo je pad od 1.300 bodova na temelju koronavirusa i pad cijena nafte gore opisano, što je pokrenulo ograničenje trgovanja ili prekidač sklopa, zbog čega je tržište budućnosti zaustavilo trgovanje na 15 minuta. Ovim predviđanim padom od 1300 bodova utvrdio bi se 9. ožujka kao jedan od najviše bodova za koji je industrijski prosjek Dow Jonesa pao u jednom danu. Kada se tržište otvorilo 9. ožujka, Dow Jones Industrial Average pao je 1800 bodova prilikom otvaranja, 500 bodova niže od predviđanja.

### Crni četvrtak (12. ožujka)
Crni četvrtak bio je globalni pad burze 12. ožujka 2020., kao dio većeg kolapsa na burzi 2020. godine. Američke burze pretrpjele su najveći jednodnevni pad od pada burze 1987. godine. Nakon Crnog ponedjeljka tri dana ranije, Crni četvrtak je pripisan pandemiji koronavirusa 2019.-20. I nedostatku povjerenja ulagača u američkog predsjednika Donalda Trumpa nakon što je proglasio 30-dnevnu zabranu putovanja protiv Schengenskog prostora. Uz to, Europska središnja banka, pod vodstvom Christine Lagarde, odlučila je smanjiti kamatne stope unatoč tržišnim očekivanjima, što je dovelo do pada na S&P 500 budućnosti na više od 200 bodova u manje od sat vremena.
Američki indeks Dow Jones Industrial Average i S&P 500 indeks pretrpjeli su najveći pad od jednog dana od pada burze 1987., kao i britanski FTSE 100, koji je pao 10,87%. Kanadski S&P / TSX indeks kompozita pao je 12%, što je najveći jednodnevni pad od 1940. godine. Talijanski indeks FTSE MIB završio je s gubitkom od -16,92%, najgorim u njegovoj povijesti. Njemački DAX je pao 12,24%, a francuski CAC 12,28%. U Brazilu je Ibovespa pala za 14,78%, nakon što je trgovanje B3-om zaustavljeno dvaput unutar unutar dana; također se pomaknuo ispod oznake 70 000 prije nego što se zatvorio iznad nje. NIFTY 50 na indijskoj Nacionalnoj burzi pao je za 7,89% na više od 20% ispod njegovog najnovijeg vrhunca, dok je BSE SENSEX na Bombayskoj burzi pao 2,919 (ili 8,18%), na 32,778. Indeks referentnih burzi na burzi u Johannesburgu pao je za 9,3%. MERVAL na burzi Buenos Airesa pao je za 9,5% na 19,5% u tjednu. 12. ožujka drugi je put, nakon pada 9. ožujka, da se 7% -tni sigurnosni prekidač aktivirao otkad je uveden 2013. godine.

### Crni ponedjeljak II (16. ožujka)
Tijekom proteklog vikenda, Monetarna uprava Saudijske Arabije najavila je paket malih i srednjih poduzeća u iznosu od 13 milijardi dolara, dok je južnoafrički predsjednik Cyril Ramaphosa najavio fiskalni poticajni paket. Federalne rezerve su najavile da će smanjiti cilj za federalne fondove na 0% –0,25%, sniziti potrebe za rezervom na nulu i započeti program kvantitativnog olakšavanja za 700 milijardi USD.

## Tablica udara
| Zemlja                     | Posljedica na godišnji BDP (%) | Nezaposlenost (%) | Posljedica na indeks burze 2020. (%) |
| -------------------------- | ------------------------------ | ----------------- | ------------------------------------ |
| Austrija                   | -6.0                           | 4.4               |                                      |
| Argentina                  | -6.7                           | 8.9               |                                      |
| Belgija                    | -6.3                           | 5.2               |                                      |
| Brazil                     | -5.5                           | 11.6              | -30.2                                |
| Kanada                     | -3.2                           | 7.8               | -16.23                               |
| Čile                       | -4.9                           | 7.8               |                                      |
| Kolumbija                  | -2.7                           | 12.2              |                                      |
| Eurozona                   | -5.9                           | 7.3               | -24.3                                |
| Francuska                  | -5.3                           | 8.1               | -26.2                                |
| Njemačka                   | -6.0                           | 3.2               | -21.4                                |
| Grčka                      | -6.0                           | 16.4              |                                      |
| Hong Kong                  | -2.3                           | 4.2               | -15.2                                |
| Izrael                     | -2.3                           | 3.4               | -18.2                                |
| Italija                    | -7.0                           | 9.7               | -28.7                                |
| Japan                      | -1.6                           | 2.4               | -19.1                                |
| Malezija                   | -1.0                           | 3.3               | -13.0                                |
| Meksiko                    | -6.5                           | 3.7               | -21.4                                |
| Nizozemska                 | -7.0                           | 3.8               | -15.7                                |
| Norveška                   | -6.0                           | 3.8               |                                      |
| Peru                       | -2.5                           | 7.6               |                                      |
| Rusija                     | -2.6                           | 4.6               | -31.2                                |
| Saudijska Arabija          | -3.0                           | 5.7               | -22.0                                |
| Singapur                   | -3.2                           | 2.3               | -20.9                                |
| Južnoafrička Republika     | -4.0                           | 29.1              | -15.7                                |
| Južna Koreja               | -1.8                           | 4.2               | -13.7                                |
| Španjolska                 | -6.0                           | 13.6              | -29.6                                |
| Švedska                    | -2.3                           | 7.1               |                                      |
| Tajvan                     | -1.9                           | 3.8               | -14.1                                |
| Tajland                    | -5.9                           | 1.1               | -20.1                                |
| Turska                     | -3.5                           | 13.8              | -14.2                                |
| Ujedinjeno Kraljevstvo     | -4.7                           | 4.0               | -23.5                                |
| Sjedinjene Američke Države | -2.9                           | 4.4               | -13.4                                |